# シヌイェ

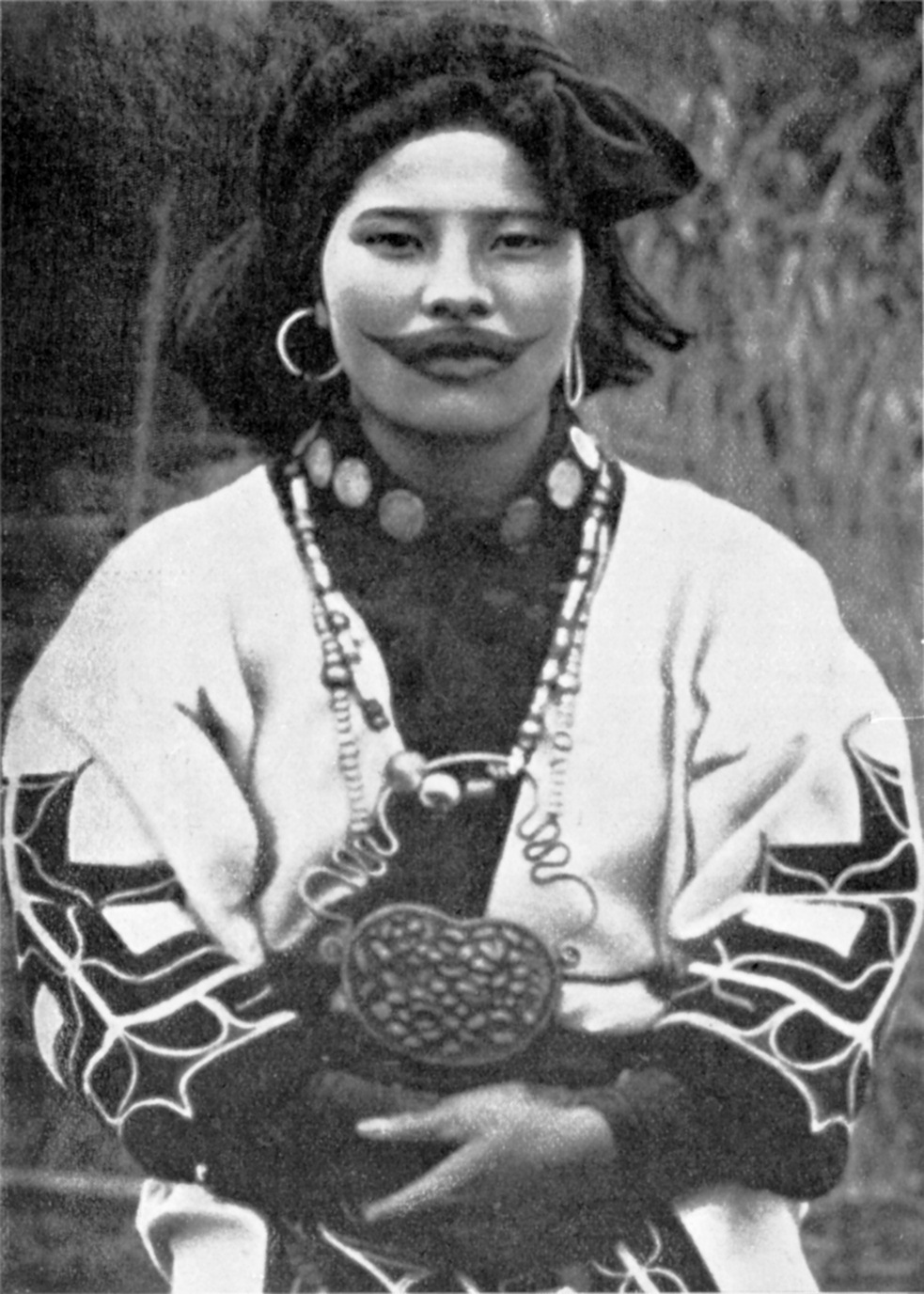
シヌイェをほどこしたアイヌの女性（1910年）

シヌイェ（アイヌ語: sinuye）は、アイヌ語において入れ墨を意味する言葉である。 sinuye は、「書く」「彫刻する」などを意味する nuye に、再帰の接頭辞である si- がついたものである。入れ墨（する）ことを指して単にヌイェということもできる。シヌエないしヌエとも表記する。また、近世には和語の「化粧」に由来するケショウの語でも呼ばれていた。

## 習俗

### 地域、男女の差

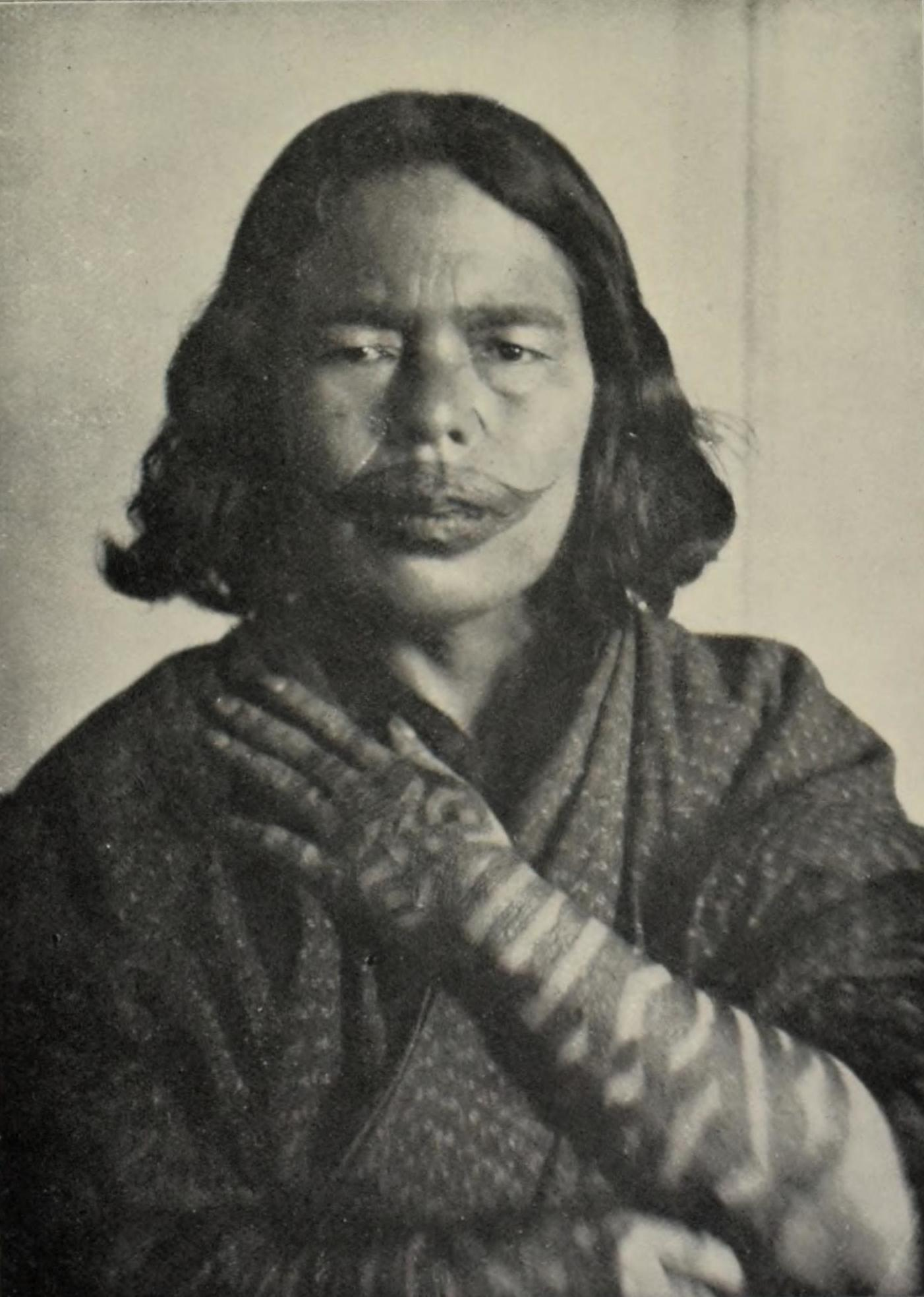
腕と顔のシヌイェ

アイヌにおいて、シヌイェは一般に女性の習俗である。1888年（明治21年）に実施された、坪井正五郎・小金井良精の調査によれば、口の周囲・前腕・手背への入れ墨の風習は北海道全域にみられるものであり、噴火湾周辺では眉間にも入れ墨をほどこす。口の周囲にほどこす入れ墨は地域ごとに微妙な差があり、胆振国、日高国では入れ墨の横側の両端が頬に達するが、十勝地方では上下部分に厚く、横側は頬には達しない。オホーツク海沿岸の北見地方では口の周囲を染めるのみである。口の入れ墨は北に行けば行くほど小さく、樺太アイヌの女性は上唇と下唇の中央にのみ入れ墨を施し、口の周囲全体に施すのは社会的地位の高い女性のみだった。女性のものよりは一般的でないものの、男性もまれに呪術的な目的で入れる場合もあった。たとえば1937年ごろ、屈斜路湖沿岸の一老人は弓の技の上達を願い、左手の親指と人差し指の間に三角形に入れ墨をしていたという。ステパン・クラシェニンニコフの報告によれば、かつての北千島においては男女問わず入れ墨の習俗があったという。シヌイェを入れる理由としては、単なる装飾であるという説が最も有力であるが、それ以外にも宗教的・呪術的目的が存在することは否定しがたい。

### 施術方法
入れ墨をほどこす年齢はまちまちであるが、思春期以前にはじめることが多く、20歳前後にはおおむね完成する。なるべく若い時分に施術すれば、皮膚が柔らかいため染料の肌への馴染みが良いという。施術は多くの場合、それぞれのコタン（集落）に数人ほどいた、熟練した老婆によっておこなわれた。おおむね口の周りの入れ墨は結婚の前までに完成するものであるが、手や腕に関してはそうではない。白老郡（現在の白老町）を例にとれば、8，9歳、遅くとも11歳ころに最初の入れ墨を上唇と下唇の一部に入れ、数年後に口の周囲全体に拡大させ完成させて結婚適齢期を迎える。そして結婚後に顔の眉と眉の間を入れ墨で繋げるとともに、手首から前腕にかけて幾何学文様の入れ墨を数年かけて施した。口唇への入れ墨は幼い時分に施されるため、苦痛に泣き叫ぶ女児を押さえつける係も必要だったという。
入れ墨は、春や秋の気候が良い時分、雨などで外仕事ができない折に施術された。夏季は傷が化膿する恐れがあり、厳寒期は傷に寒さがしみて痛むため避けられた。ジョン・バチェラーの報告によれば、アイヌは入れ墨を施術するにあたりカバノキやヤチダモの樹皮、あるいはヨモギの葉を水とともに鍋に入れ、シラカンバの樹皮を焚く火で煎じて「薬液」を作り、同時に薬液を煎じる鍋底に煤をつける。できた薬液で皮膚を拭い清め、小刀で皮膚に傷をつけ、その傷に鍋底の煤をすり込み、薬液で傷を洗い清めて消毒する。傷が癒えれば、入れ墨が完成するという。入れ墨用に煤や薬液を作るための鍋はあらかじめ厳重に洗い、熱源の火は、日常の炊事や暖房用の火とは別の場所で、灰を新しくして焚くものだった。地域や報告者による差異は存在するものの、刃物で皮膚を傷つけて煤をすり込み、植物の煮汁で処置するという大まかな流れに違いはない。白老地方では、藍染めの布地を煮出して得た汁を、煤と共に染料に用いた。樺太では、シラカンバの煤をニシンの油で練って染料に用いた。なお、アーノルド・ヘンリー・サヴェージ・ランダーは、煤以外にマイカの墨も用いられていたことを記録している。バチェラーは十勝地方において入れ墨をアンチピリ（アイヌ語: anchipiri）（黒曜石の傷）と呼称することを記録しており、かつては黒曜石（アイヌ語: anci）の砕片を用いて皮膚に傷をつけていたのであろうと推測している。

## 歴史

### 起源

アイヌ語圏における入れ墨の名称

アイヌは長らく無文字社会であったため、シヌイェに限らず、その文化の起源をたどるのは難しい。吉岡郁夫は、近世にはすでに北海道奥地や北千島といった地域をふくめ、広く入れ墨の風習があったことから、少なくともそれ以前にさかのぼることのできる習慣であろうと論じている。渡島半島の著保内野遺跡から発見された土偶には、下顎に刺突紋のあるものがあり、これは入れ墨をあらわしている可能性もある。『日本書紀』には、武内宿禰が景行天皇に「日高見国」の蝦夷には、男女いずれも文身の風習があると上奏する記述がある。こうした蝦夷の風習と、アイヌの入れ墨の風習は関連しているかもしれない。
シヌイェの発祥にまつわる伝承としては「穴居民族（コロポックル）から教わったものである」というもの、逆に、「アイヌが穴居民族と自らを区別するためにはじめたものである」というもの、「アエオイナ神（オキクルミ神）の姉妹から教わったものである」というものなどが収集されている。幌別郡（現在の登別市）では「入れ墨を入れない娘は、死後にカラスに生まれ変わる」、白老では「入れ墨を入れないままで死ぬと、神の裁きを受けて竹の砕片で入れ墨をされて苦しむ」という伝承があった。そのため入れ墨の無い娘が死んだ折は、顔に墨で入れ墨を描いて葬ったという。
「入れ墨はコロポックル起源」との伝承について、坪井正五郎らは「コロポックルはアイヌ以前の先住民族であった」と主張し、黥面土偶の存在はその証左であると論じた。鳥居龍蔵は、コロポックル伝説は北海道・南千島に存在する一方で、北千島には存在しないことを報告している。鳥居は、チュクチやユピックなどの北方民族に存在する入れ墨の習慣について、その分布からおそらくはアイヌ由来のものであろうと主張している。

### 近世

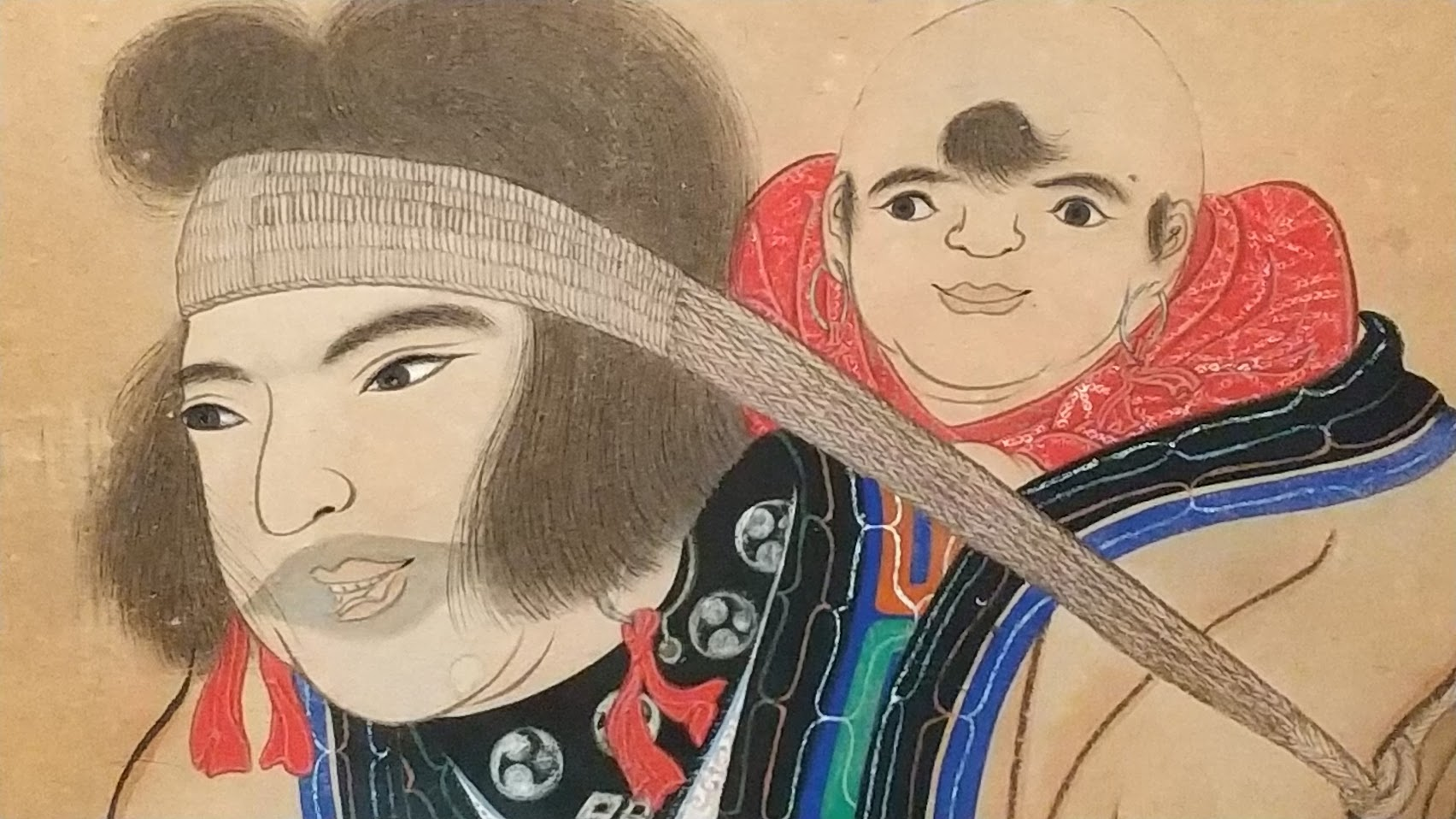
平沢屏山『アイヌ風俗図』（部分）

アイヌにおける入れ墨の風習を記録したもっとも古い文献資料は、イタリア人宣教師であるジロラモ・デ・アンゼリスによる1616年（元和4年）および1621年（元和7年）の蝦夷旅行の記録であり、「婦人はその唇に青色を施し、手の皮膚に同色の五ないし六個の輪を描く」と記されている。また、マルチン・ゲルリッツエン・フリースは、1642年の厚岸において、アイヌのあいだで唇・眉に入れ墨をほどこす風習があったことを書き記している。和人による記録としては、1681年（天和元年）の『蝦夷島記』が古く、「唇にさきして附てタッチウと云木の皮を焼て、其墨を唇にぬりて黒くするなり」とある。なおシラカンバのアイヌ語名は「タッニ」、シラカンバの樹皮（樺皮）のアイヌ語名は「タッ」である。
1712年（正徳2年）の『蝦夷藪話』には択捉島の、1740年（元文5年）のゲオルク・シュテラーとステパン・クラシェニンニコフの報告には北千島の入れ墨習俗が掲載されるほか、1787年にはラ・ペルーズにより樺太アイヌに入れ墨の習慣があることが記されている。1796年（寛政8年）には、イギリス人探検家のウィリアム・ロバート・ブロートンが噴火湾沿岸のアイヌ集落を訪れ、シヌイェを図画にあらわしている。江戸幕府はアイヌのシヌイェについて、1799年（寛政11年）、1855年（安政2年）、1858年（安政5年）の3度にわたり、禁令を出している。しかし、これらの禁令はあまり徹底されることなく、入れ墨の習慣が廃れることはなかった。

### 近現代
1871年（明治4年）、開拓使はこれから生まれる女子に対して、入れ墨を規制する旨の布告を発した。その後もシヌイェの風習はただちに途絶えたわけではなく、イザベラ・バードは1878年（明治11年）の日高地方において、5歳程度の少女が入れ墨をほどこされる様子を記録している。とはいえ、児玉作左衛門およびその門下生である松野正彦、田川弘子が調査するところによれば、アイヌにおける入れ墨の習慣は明治30年代ごろを最後に失われたようである。大正時代、白老郡の郵便局勤務のかたわらアイヌ文化を研究した満岡伸一は、1923年の白老地方においては40歳程度のアイヌ女性は1回目の施術のみで、さらに入れ墨を加えた形跡が見られない現状を見聞し「内地人との雑居の状態にある白老ですら、明治三十五六年頃迄行われた」と語っている。
入れ墨規制が施行され、さらにアイヌ文化圏の和人人口が増加するにつれ、シヌイェは和人だけではなくアイヌのあいだですら異質なものとして扱われるようになった。前記の満岡は、大正時代後期に25歳だった日高出身の女性が、和人との交際に口のシヌイェが妨げになるとして悩む場に遭遇している。石原真衣は、1904年（明治37年）にポピポイコタン（現：平取町字荷負）で生まれた自らの曾祖母が、バスで平取市街にある祖母の家に向かう際、シヌイェを隠すために「白い三角布を顔深く覆い下を向いていた」ことを語り、シヌイェという「絶対的可視性を有する象徴」は、「曽祖母達とその子ども達 や孫達との間に、絶対的な精神的分断をもたらすスティグマ」として機能したと論じている。また、旭川アイヌの長だった川村カ子トの孫であり、アイヌのアーティストとしても活動する八谷麻衣（マユンキキ）によれば、彼女の母親の時代にはシヌイェがあったために孫の運動会に行けなかった者や、マスクでシヌイェを隠す者がいたという。1945年（昭和20年）十勝地方・本別町出身の山本栄子によれば、当時の本別では3人がシヌイェをしており、同地では特にそれを隠す人もいなかったという。また、インタビュアーのマユンキキによれば、旭川市においては観光需要に応える形で、フェイスペインティングでシヌイェを再現する者もいたという。